# تاريخ ماكتوتور لأرشيف الرياضيات
تاريخ ماكتوتور لأرشيف الرياضيات هو موقع ويب يحتفظ به جون ج. أوكونور وإدموند ف.روبرتسون وتستضيفه جامعة سانت أندروز في اسكتلندا. يحتوي على سير ذاتية مفصلة عن العديد من علماء الرياضيات التاريخيين والمعاصرين، بالإضافة إلى معلومات حول المنحنيات الشهيرة والموضوعات المختلفة في تاريخ الرياضيات.
كان أرشيف تاريخ الرياضيات نتاجًا لنظام ماكتوتور الرياضياتي، وهي قاعدة بيانات هايبركارد من نفس المؤلفين، التي فازت بها جائزة البرامج الأكاديمية الأوروبية في عام 1994. في نفس العام ، أسسوا موقع الويب الخاص بهم. اعتبارًا من 2015 احتوى الموقع على سير أكثر من 2800 عالم رياضيات.
في عام 2015، فاز أوكونور وروبرتسون بجائزة هيرست من جمعية لندن للرياضيات لعملهما. يستشهد الاقتباس لجائزة هيرست الأرشيف «المورد الأكثر استخدامًا وتأثيرًا على الويب في تاريخ الرياضيات».

## روابط خارجية
- MacTutor History of Mathematics archive
- نظام MacTutor الرياضي